# والگت‌سوسمار
والگتوسوکوس (نام علمی: Walgettosuchus) نام یک سرده از راسته خزنده‌کفلان است.